# Косанчич
Косанчич (серб. Косанчић) — село в Сербії, належить до общини Вербас Південно-Бацького округу в багатоетнічному, автономному краю Воєводина.

## Населення
Населення села становить 165 осіб (2002, перепис), з них:
- серби — 93 — 57,05%;
- мадяри — 15 — 9,20%;

Решту жителів  — з десяток різних етносів, зокрема: роми, хорвати, словаки і до десяти русинів-українців.